# Anomianthus
Anomianthus este un gen de plante angiosperme din familia Annonaceae.

Cladograma conform Catalogue of Life:
| Anomianthus | \| \| Anomianthus auritus \| \| \| \| \| \| Anomianthus dulcis \| \| \| \| \| \| Anomianthus heterocarpus \| \| \| \| |
|             | \| \| Anomianthus auritus \| \| \| \| \| \| Anomianthus dulcis \| \| \| \| \| \| Anomianthus heterocarpus \| \| \| \| |
|             | Anomianthus auritus                                                                                                   |
|             | |
|             | Anomianthus dulcis |
|             | |
|             | Anomianthus heterocarpus                                                                                              |
|             | |